# Una voce nel tuo cuore
Pour plus de détails, voir Fiche technique et Distribution.
Una voce nel tuo cuore est un film dramatique italien réalisé par Alberto D'Aversa (it) et sorti en 1949.

## Fiche technique
- Titre original italien : Una voce nel tuo cuore[1] (litt. « Une voix dans ton cœur »)
- Réalisateur : Alberto D'Aversa (it)
- Scénario : Alberto D'Aversa (it), Rodolfo Lombardi (it) et Pietro Nardi
- Photographie : Rodolfo Lombardi (it)
- Musique : Umberto Mancini (it)
- Décors et costumes : Domenico Purificato (it)
- Société de production : Titania, Scalera Film
- Pays de production :  Italie
- Langue originale : italien
- Format : Noir et blanc - 1,37:1 - Son mono - 35 mm
- Durée : 98 minutes
- Genre : Drame
- Dates de sortie :
  - Italie : 19 novembre 1949

## Distribution
- Vittorio Gassman : Paolo Baldini, le journaliste
- Constance Dowling (en) : Dolly, sa fiancée
- Fiorella Carmen Forti : Elena, la chanteuse de boîte de nuit
- Gino Bechi : Luigi
- Beniamino Gigli : Gino
- Nino Pavese : David
- Michele Riccardini : Enrico
- Jolanda Dal Fabbro : Anna
- Riccardo Billi : Ciccillo
- Manfredi Polverosi : le professeur de chant
- Olimpia Holt
- Galeazzo Benti
- Franco Pesce (en)